# Bernard Mixon
Bernard Mixon (* 19. Juni 1949; † Januar 2019) war ein US-amerikanischer Jazzsänger und Schauspieler.

## Leben
Bernard Mixon zog mit 19 Jahren in die South Side von Chicago und begann seine Musikerkarriere bei Tourneen mit dem Chicagoer Bandleader Phil Cohran durch den Mittleren Westen. Später studierte er beim AACM, dessen Mitglied er bis heute ist. Er gehörte in den 1970er Jahren der AACM-Big-Band unter der Leitung von Muhal Richard Abrams an; außerdem trat er mit Edward Wilkerson, Joseph Jarman, Don Moye, Von Freeman, Henry Threadgill, Anthony Braxton und Horace Smith and the Notebenders auf. 1990 ging er mit George Lewis und Edward Wilkerson auf Europa-Tournee; 1991 arbeitete er dort mit der Schweizer Avantgarde-Formation Nachtluft, trat mit dem Guus Janssen Orchester auf und arbeitete in der Produktion Telephonia mit Butch Morris, Christian Marclay und Phil Wachsmann. 1993 war er Vokalist auf dem Album Changing with the Times von George Lewis. Mixon trat regelmäßig mit der Vokalgruppe The Moods auf, die das Repertoire der Ink Spots und The Platters aus den 1940er/1950er Jahren interpretieren.
Als Schauspieler spielte er Nebenrollen in verschiedenen Spielfilmen wie Challenge – Die Herausforderung (1993), Straßen zur Hölle (1994), Brüder wider Willen (1996), Soul Food (1997) und trat in Fernsehprogrammen und Theaterstücken auf.

## Diskografische Hinweise
- Selected Soundscape No.2: Telefonia – A Transatlantic Performance (1993)
- George Lewis: Changing with the Times (New World, 1993)